# Лајање на звезде
Лајање на звезде је српски филм први пут приказан 1. јуна 1998. Прати догодовштине матураната провинцијске гимназије, снимљене према роману Лајање на звезде Милована Витезовића у режији Здравка Шотре. Последњу улогу одиграо је Мића Томић.

## Радња
Радња филма Лајање на звезде одвија се у малом граду у провинцији 1963. године. Прича је о последње две недеље школске године. То су дани када матуранти могу да раде све, чак и да лају на звезде. У средишту радње су два брата која се боре за наклоност једне девојке у узаврелој атмосфери учионице пред полагање испита зрелости...
Јунаци ове духовите приче су ученици и наставници једне провинцијске гимназије и одељење IV-2. Њихове догодовштине су препознатљиве и блиске сваком ко има представу о средњошколском животу, а опет су веома личне. Главни јунак Михаило Кнежевић се духом, интелигенцијом и знањем уздиже изнад осталих ђака, а често и професора. Њему школско знање није проблем, његов проблем је девојка из разреда Даница коју упорно покушава да освоји. Главни супарник му је брат, старији момак који већ зна да прави паре. Ту је и његов најбољи друг ученик који се размеће снагом и кога професор фискултуре фанатично тренира за боксерског шампиона, све док се са меча у престоници не врати модар и подвијеног репа. Један од ученика је обавезно „златно дете“ за професоре, а улизица за другове. Највише је оних који оскудно знање покушавају да надокнаде низом трикова и досетки.

## Улоге
| Глумац                   | Улога                                 |
| ------------------------ | ------------------------------------- |
| Драган Мићановић         | Михаило Кнежевић - Филозоф            |
| Наташа Шолак             | Даница Јанковић                       |
| Никола Симић             | директор гимназије                    |
| Велимир Бата Живојиновић | проф. природних лепота Божовић        |
| Александар Берчек        | проф. хемије Слободан Лазаревић       |
| Богдан Диклић            | проф. историје Ђуро Драгићевић        |
| Драган Јовановић         | проф. фискултуре Градимир Стевић      |
| Никола Ђуричко           | Милић Гавранић - Тупа                 |
| Исидора Минић            | Милена Кохеза                         |
| Бранимир Брстина         | проф. Ненад Лазичић - Неша Кутузов    |
| Весна Тривалић           | Дана Јелинић проф. српског језика     |
| Маја Сабљић              | проф. биологије Милићевићка           |
| Драгомир Чумић           | Малетић, професор физике              |
| Албена Ставрева          | проф. француског језика Оливера Докић |
| Ненад Јездић             | Сервуз                                |
| Небојша Илић             | Богољуб Марић                         |
| Игор Первић              | Михаилов брат                         |
| Петар Ћирица             | Будимир Бујић - Дим                   |
| Небојша Миловановић      | Јован Слобеновић - Пики               |
| Михајло Бата Паскаљевић  | келнер Белмондо                       |
| Тихомир Станић           | Иво Андрић                            |
| Милорад Дамјановић       | Младен Лозанић - Малер                |
| Растко Јанковић          | Мики Кнежевић                         |
| Ксенија Зеленовић        | девојка Филозофовог сина              |
| Марко Јеремић            | Симеон                                |
| Сандра Балабан           | Славка                                |
| Марко Чворовић           | Чедомир Панић                         |
| Катарина Митровић        | Роксанда                              |
| Јовица Јашин             | позорник                              |
| Душан Ћоровић            |                                       |
| Дијана Маројевић         | Ученица                               |
| Душан Милошевић          |                                       |
| Селимир Тошић            | инспектор                             |
| Миливоје Мића Томић      | чика Раденко                          |
| Драгомир Станојевић      |                                       |

## Занимљивости
- Лик проф. Божовића кога глуми Бата Живојиновић био је инспирисан професором историје Миланом Поповићем из Ужица.[5]